# Víctor Ortiz (gimnasta)
Víctor Ortiz de la Torre (Alicante, 1981) es un gimnasta, comediante y payaso español, que fue campeón de España en la modalidad de acrobacia. En 2023 se convirtió en colaborador del programa de televisión español Grand Prix con su personaje de Wilbur.
También ha trabajado como acróbata en el Circo del Sol con un espectáculo propio llamado Piti y Wilbur.

## Biografía
Durante dieciséis años se dedicó a la gimnasia, en la que logró ser campeón de España; hasta que en el año 2003 decidió convertirse en comediante y creó el personaje de Wilbur, en el que combina las acrobacias, la interpretación y el humor. 
En 2010, junto a un compañero, estrenó el espectáculo MonoAMonoB, ganador del premio del público en el Festival de Teatro y Artes de Calle de Valladolid.
En 2014 decidió desarrollar a su personaje Wilbur y para ello montó su propia compañía y su propio espectáculo, Piensa en Wilbur.

## Televisión
Ha trabajado como actor en campañas de publicidad y como doble en algunas películas, aunque la popularidad le llegó en el año 2023 al incorporarse al programa de televisión español Grand Prix, con su personaje de Wilbur. 